# Azubuike Egwuekwe
Azubuike Egwuekwe (* 16. Juli 1989 in Jos) ist ein nigerianischer Fußballspieler.

## Karriere

### Verein
Egwuekwe begann seine Karriere mit Gowis International. 2006 unterschrieb er einen Vertrag bei Nasarawa United in der Nigeria Premier League. Nach einer Saison verließ er Nasarawa und unterschrieb bei den Yerima Strikers FC in Zamfara. Nachdem er die Saison 2007 in der National Division One Group B für Yerima gespielt hatte, bekam er zur Saison 2008 einen Vertrag bei den Warri Wolves FC.

### International
Egwuekwe spielte für Nigeria in der U-23 und dem B-Team (local). Am 10. Januar 2012 gab er sein Debüt für die Super Eagles im Freundschaftsspiel gegen die Angolanische Fußballnationalmannschaft.